# Gérygone à dos vert
Gerygone chloronota
Espèce
Statut de conservation UICN

 LC  : Préoccupation mineure
Synonymes
- Gerygone chloronotus

La Gérygone à dos vert (Gerygone chloronota) est une espèce de passereau de la famille des Acanthizidae.

## Distribution
On la trouve dans le nord de l'Australie et en Nouvelle-Guinée.

## Habitat
Elle habite les mangroves et les forêts humides en plaine subtropicales et tropicales.

## Sous-espèces
Selon la classification de référence du Congrès ornithologique international (14.2, 2024) elle se répartit en deux sous-espèces :
- Gerygone chloronota chloronota Gould, 1843 — Nouvelle-Guinée et Top End
- Gerygone chloronota darwini Mathews, 1912 — Kimberley (Australie)